# Eurysthaea leveriana
Eurysthaea leveriana là một loài ruồi trong họ Tachinidae.